# André Joubert
Pour les articles homonymes, voir Joubert.
Pas d'image ? Cliquez ici

a Compétitions nationales et continentales officielles uniquement.

b Matchs officiels uniquement.
Andre Johan Joubert, né le 15 avril 1964 à Ladysmith, est un joueur de rugby sud-africain, évoluant au poste d'arrière et de centre.
Il est présenté dans son pays comme l'héritier de Serge Blanco[réf. nécessaire]. Il est devenu propriétaire d'une franchise Minolta à Durban[réf. nécessaire].
Il est passé par la faculté de Tours pour apprendre le français et jouer avec l’équipe de rugby de la faculté où il évoluait au poste de centre[réf. nécessaire].

## Biographie
Lors d'un match de championnat universitaire contre l'équipe de Poitiers, l’équipe de Tours a dû disputer le match à treize joueurs au lieu de quinze[réf. nécessaire]. Sa performance fait gagner l'équipe, quasiment à lui tout seul[non neutre][réf. nécessaire]. Il joue en club avec les Free State Cheetahs, puis Catane en Italie avant de revenir en Afrique du Sud chez les Natal Sharks. Joubert est centre-arrière titulaire avec les Sharks dans le premier Super 12 et les aide à atteindre la finale contre les Auckland Blues[non neutre]. En fin de saison, il est élu homme du match lors de la finale de la Currie Cup contre les Gauteng Lions où il marque deux essais[réf. nécessaire].
André Joubert connaît sa première sélection le 26 août 1989 contre une sélection du XV mondial. Il joue un rôle majeur dans le succès des Springboks à la Coupe du monde 1995, plus particulièrement lors de la victoire 15 à 12 sur les All Blacks lors de la finale alors qu'il joue avec une main cassée[réf. nécessaire].

## Palmarès
- Vainqueur de la Currie Cup en 1996
- Vainqueur de la Coupe du monde en 1995

## Statistiques

### En équipe nationale
- 34 sélections
- 115 points (10 essais, 17 pénalités)
- Sélections par année : 1 en 1989, 2 en 1993, 8 en 1994, 8 en 1995, 11 en 1996, 4 en 1997
- En Coupe du monde : 5 sélections en 1995 (Wallabies, Canada, Samoa, France, All Blacks).

### Autres sélections
- International de rugby à sept : capitaine lors de la coupe du monde 1993
- Barbarians : six sélections dont un test match en 1992 contre l'Écosse[1].